# Neubaufahrzeug
La serie de prototipos de tanques alemanes Neubaufahrzeug fueron un primer intento de crear un tanque medio para el Heer luego que Adolf Hitler llegase al poder. Con múltiples torretas, pesados y lentos, no encajaban en las tácticas del Blitzkrieg y por lo tanto solo se fabricaron cinco. Fueron principalmente empleados para fines propagandísticos, aunque tres de ellos participaron en la Campaña de Noruega en 1940. Se publicaron fotografías de los Neubaufahrzeug con diferentes modelos de torretas y tomadas desde distintos ángulos para desorientar a los espías Aliados; los agentes estadounidenses y soviéticos informaron que los alemanes tenían dos nuevos tanques pesados, el Panzer V y el Panzer VI. En realidad, estos tanques no tenían relación alguna con el Panzer V Panther y el Panzer VI Tiger.

## Desarrollo

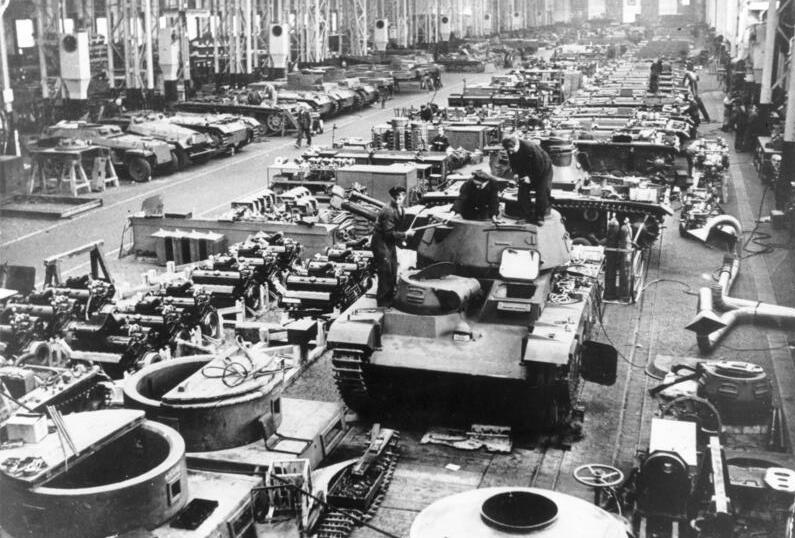
Un Neubaufahrzeug en reparación

El desarrollo del Neubaufahrzeug (nuevo vehículo de construcción, en alemán) se inició en 1932, cuando el departamento Wa Prüf 6 del Reichswehr emitió especificaciones para el desarrollo de un nuevo tanque de 15 t que sería conocido como mittlere Traktor. Este tenía muchos nexos con el anterior Grosstraktor, empleando muchas piezas comunes, como la transmisión y el motor. Inicialmente se les solicitó a Krupp y Rheinmetall que envíen sus prototipos, pero después de terminadas las pruebas del prototipo Grosstraktor, donde el vehículo de Rheinmetall demostró ser superior a los demás, Krupp solamente obtuvo un contrato para diseñar una torreta, mientras que Rheinmetall diseñaría tanto el casco como la torreta. La torreta Rheinmetall tenía una forma redonda y estaba armada con un cañón 3,7 cm KwK 36 L/45 de 37 mm montado sobre de un cañón KwK 37 L/24 de 75 mm, mientras que la torreta Krupp era más rectangular y tenía el cañón de 37 mm montado coaxialmente al de 75 mm. Ambos modelos de torreta estaban armados con una ametralladora coaxial MG 34, al igual que las torretas secundarias delantera y trasera del tanque.
El Neubaufahrzeug cambió su nombre varias veces durante su desarrollo, siendo llamado Groß Traktor Nachbau, Mittlerer Traktor Neubau y Neubau Fahrzeug en 1933, así comoNeubau-Panzerkampfwagen IV en abril de 1940. Nunca fue oficialmente designado Panzerkampfwagen V o VI.
Rheinmetall construyó en 1934 dos prototipos en acero dúctil. El primer prototipo estaba equipado con la torreta Rheinmetall, mientras que el segundo prototipo estaba equipado con la torreta Krupp que se le instaló en 1935. Se construyeron tres prototipos más con blindaje adecuado y torreta Krupp en 1936. Las torretas secundarias también fueron rediseñadas por un tercer contratista.
El diseño de Rheinmetall fue denominado PzKpfw NbFz V (PanzerKampfwagen NeubauFahrzeug V) y el diseño de Krupp PzKpfw NbFz VI. Se pensó que ambos diseños cumplirían el papel de tanque medio en las Fuerzas Armadas, pero el diseño demostró tener muchos problemas con su transmisión y motor. A pesar de todo, su desarrollo ofreció valiosos datos de diseño que se aplicarían en el siguiente proyecto alemán de tanque medio Begleitwagen (vehículo de acompañamiento), que entraría en servicio como el Panzer IV.

## Historial de combate

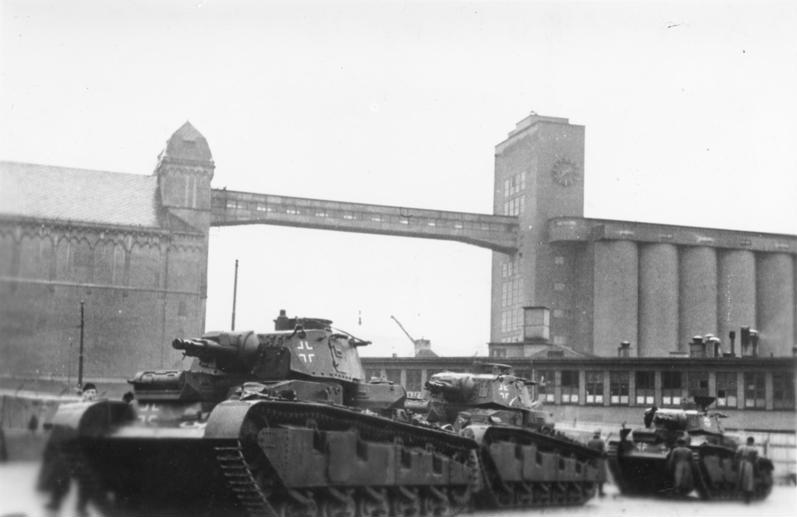
Tres Neubaufahrzeug entrando al puerto de Oslo, abril de 1940

A pesar de que estos tanques nunca entraron en producción, ofrecieron una herramienta de propaganda para la Alemania nazi, por ejemplo siendo expuestos en la Exposición Internacional de Automóviles en Berlín, en 1939.
Este papel propagandístico se extendió con la invasión alemana de Noruega, cuando se formó el Panzer Abteilung z.b.V. 40 (zur besonderen Verwendung - "de propósito especial") que se llevó los tres prototipos blindados a Oslo.
Un vehículo fue asignado al Kampfgruppe Fischer que avanzaba al norte a través del Østerdalen, mientras que los otros dos fueron asignados al Kampfgruppe Pellengahr que avanzaban por el Gudbrandsdal. El tanque del Kampfgruppe Fischer quedó inmovilizado por problemas mecánicos cuando se dirigía a Lillehammer, mientras que uno de los asignados al Kampfgruppe Pellengahr también tuvo problemas mecánicos al norte de Lillehammer. Solamente un tanque logró llegar al frente; entró en combate de inmediato con las tropas alemanas que avanzaban por el valle Gudbrand junto a otros elementos del Panzer Abteilung z.b.V. 40.
Los Neubaufahrzeug se enfrentaron por primera vez a las posiciones británicas y noruegas el 22 de abril de 1940, cerca del pequeño pueblo de Balberg en el extremo sur del valle Gudbrand. La Fuerza Expedicionaria Británica estaba equipada con fusiles antitanque Boys de 13,9 mm, que perforaron fácilmente el blindaje del Neubaufahrzeug. Después de docenas de impactos, de los cuales uno mató a un tripulante, el tanque se retiró y su tripulación rehusó seguir avanzando. Otras unidades alemanas continuaron avanzando, flanqueando a las fuerzas británicas y obligándolas a retirarse.
Allí combatieron y uno tuvo que ser destruido por ingenieros militares alemanes cuando se atascó en un pantano cerca de Åndalsnes. Se empleó uno de los prototipos de acero dúctil para reemplazarlo.
No está claro lo que les sucedió a los tanques después de la Campaña de Noruega, pero ninguno sobrevivió a la guerra. En 1941 se ordenó que los vehículos sobrevivientes fueran desmantelados, lo cual tuvo lugar en 1942 según los documentos capturados por los británicos en 1945. No están claras las fechas en que los vehículos fueron desmantelados, pero se cree que el inicio de la construcción de los prototipos del cazacarros pesado Sturer Emil data del mismo período.
Todo lo que queda de estos tanques es una pequeña cantidad de piezas del tren de rodaje, conservadas en la Gudbrandsdal Krigsminnesamling (Colección Memorial de la Guerra Gudbrandsdal), en Kvam, Noruega.